# (You Make Me) Rock Hard
«(You Make Me) Rock Hard» — песня группы Kiss с их сборного альбома 1988 года Smashes, Thrashes & Hits. Это был второй трек на альбоме, и он был издан вторым синглом с него.

## История создания
«(You Make Me) Rock Hard» — стала одной из двух новых песен в альбоме Smashes, Thrashes & Hits, вторая — " Let’s Put the X in Sex ".
Была записана Полом Стэнли, в июле 1988 года, на нью-йоркской звукозаписывающей студии «Right Track Studios».
В декабре 1988 года, песня вышла на кассетах как сингл.

## Музыкальный клип
Ховард Джонсон (Classic Rock) поставил клип на песню на 8-е место в списке 10 лучших клипов в стиле глэм-метал.

## Состав
- Пол Стэнли — вокал, ритм-гитара, бас
- Брюс Кулик — соло-гитара, бэк-вокал
- Эрик Карр — ударные, перкуссия, бэк-вокал
- Фил Эшли — клавишные